# Великое (озеро, Новгородская область)
Вели́кое — озеро в Мошенском районе Новгородской области России. Одно из крупнейших озёр Новгородской области. Принадлежит к бассейну Волги.
Расположено в 25 километрах к востоку от села Мошенское, лежит на высоте 160,5 метров над уровнем моря. Вытянуто с севера на юг. Длина озера около 12 км, ширина до 3,5 км (северная часть). Площадь водной поверхности — 18,9 км². С юга в озеро впадает река Великая; с востока и запада — более мелкие водотоки (речки Коловановка, Редра и др.), а также протока, вытекающая из озера Сухое. Из северной части вытекает река Кобожа, приток Мологи. Площадь водосбора озера — 463 км². На берегу озера расположены следующие населённые пункты: Кабожа, Дроблино, Анашкино, Бережок, Забелино и Жуково. В южной части озера находится остров Чёрный.